# Stożkówka cienkotrzonowa
Stożkówka cienkotrzonowa (Conocybe filaris (Fr.) Kühner) – gatunek grzybów z rodziny gnojankowatych (Bolbitiaceae).

## Systematyka i nazewnictwo
Pozycja w klasyfikacji według Index Fungorum: Conocybe, Bolbitiaceae, Agaricales, Agaricomycetidae, Agaricomycetes, Agaricomycotina, Basidiomycota, Fungi.
Po raz pierwszy zdiagnozował go w 1884 r. Elias Fries nadając mu nazwę Agaricus togularis var. filaris. Obecną, uznaną przez Index Fungorum nazwę nadał mu R. Kühner w 1935 r.
Synonimy:
- Agaricus togularis var. filaris Fr. 1884
- Pholiota filaris (Fr.) Peck 1908
- Pholiota togularis var. filaris (Fr.) J.E. Lange 1921
- Pholiotina filaris (Fr.) Singer 1936
- Pholiotina filaris (Fr.) Singer 1936 var. filaris

Nazwę polską zaproponował Władysław Wojewoda w 2003 r..

## Morfologia
Kapelusz
Średnica (0,2) 0,3–1,2 cm. Kształt początkowo stożkowy z tępym garbkiem lub stożkowo-dzwonkowaty, potem wypukły. Podczas wilgotnej pogody prążkowany, z prześwitującymi blaszkami. Jest bardzo higrofaniczny; podczas wilgotnej pogody jest cynamonowy, na środku rdzawy, podczas suchej blaknący. Powierzchnia gładka, rzadko drobno pomarszczona.
Blaszki
Przyrośnięte, brzuchate, średniogęste, białe. Ostrza ząbkowate lub kłaczkowate.
Trzon
Wysokość 1–3,5 cm, grubość 0,5–1,5 mm, cylindryczny z pierścieniem często ześlizgującym się w dół. W górnej części w kolorze kości słoniowej lub srebrzystobiałej i oprószony, w dolnej o barwie sepii stopniowo ciemniejącej ku podstawie, grubo prążkowany i pokryty jedwabistymi włókienkami. Pierścień filcowaty, prążkowany, o barwie od białawej do kremowej.
Cechy mikroskopowe
Zarodniki o rozmiarach (6,5) 7–8,5 (9,5) × (4) 4,5–5 μm (według Watlinga), elipsoidalne, gładkie, o dość grubych ścianach. Posiadają pory rostkowe, ale słabo widoczne. Podstawki 4-zarodnikowe, rzadziej 2-zarodnikowe. Pleurocystyd brak. Cheilocystydy baryłkowate, o rozmiarach 24-40 (45) × 8–10,5 μm, wierzchołek rozwarty 2,5–4 (6) um szerokości, szyjka 5–7 um. Skórka kapelusza zbudowana z komórek kulistych z szypułkami o szerokości 10,5–21 um, z lekko przyciemnionymi szypułkami.

## Występowanie i siedlisko
Znane jest występowanie stożkówki cienkotrzonowej w Ameryce Północnej i Europie, oraz w całym obszarze Pacyfiku, gdzie jest dość częsta. W Polsce rozprzestrzenienie i częstość występowania nie są znane, według W. Wojewody jest rzadka. W piśmiennictwie naukowym do 2003 r. podano 4 stanowiska na terenie Polski.
Rośnie na bogatych glebach gliniastych, zwłaszcza na terenach zalesionych w obszarach wapiennych, na krawędziach ścieżek, w parkach itp., na próchniejącym podłożu drzewnym, w zrębkach drzewnych lub korze, na świeżo założonych trawnikach i trawiastych obszarach, które zawierają w podłożu zagrzebane resztki drewna. Występuje także wokół szklarni, czasami w mchu, na omszałych polanach, wzdłuż ścieżek, w trocinach i kompostach.

## Znaczenie
Saprotrof, grzyb trujący. Zawiera te same zabójcze amanityny, co muchomor sromotnikowy i hełmówka jadowita.